# Moment Factory

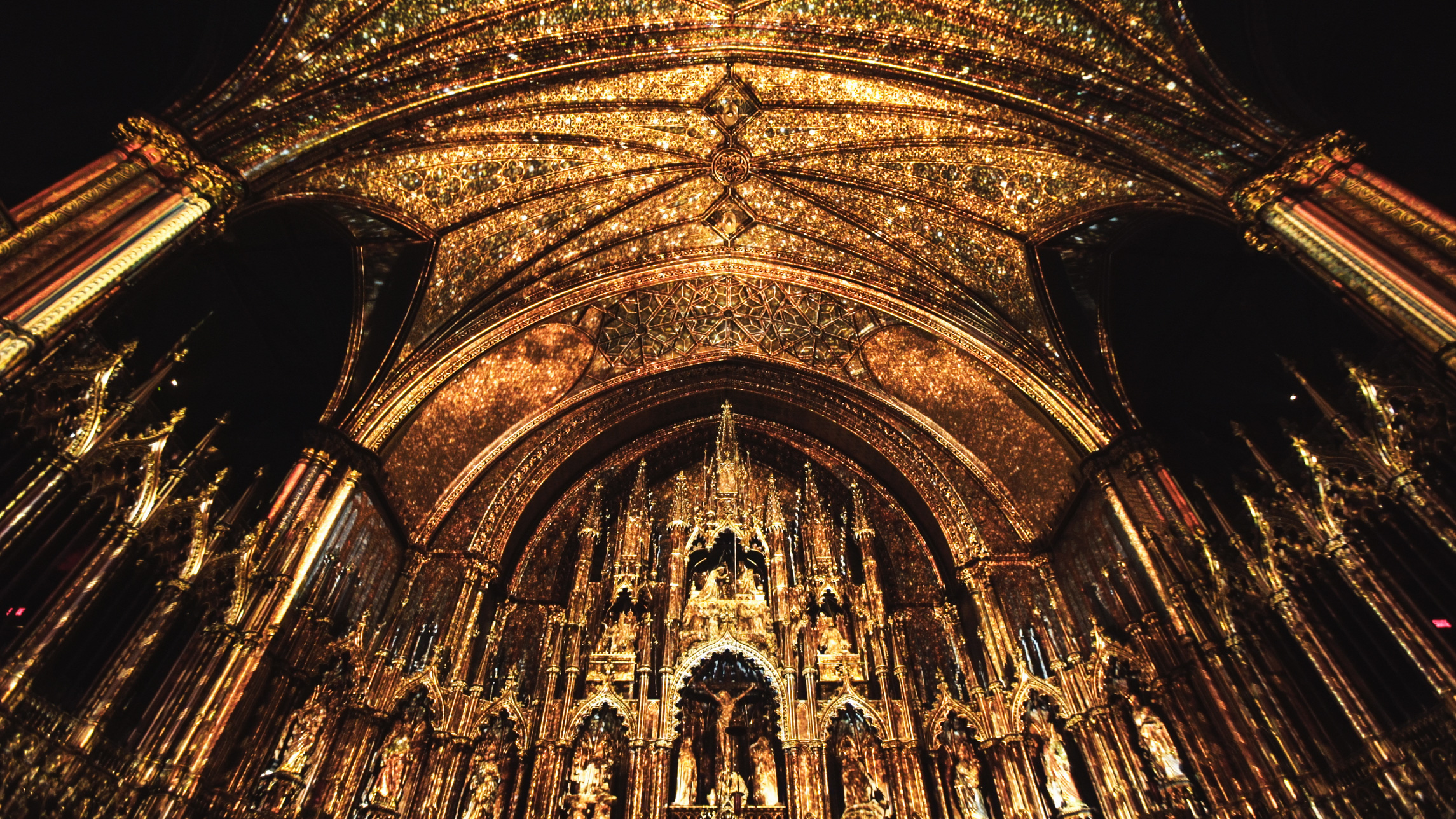
AURA, une expérience lumineuse au cœur de la basilique Notre-Dame de Montréal.

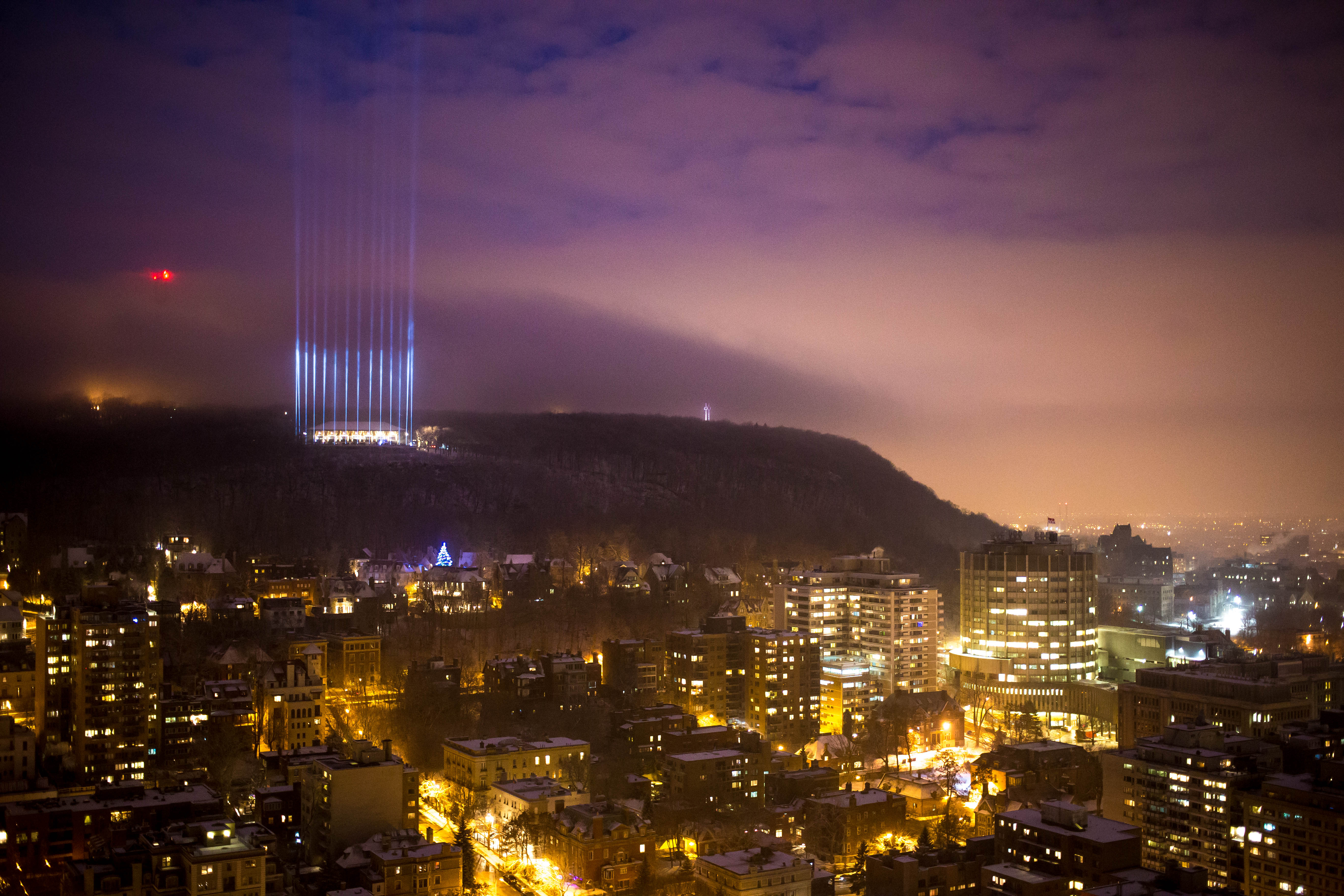
Commémoration de massacre de l'École polytechnique de Montréal

Moment Factory est un studio de divertissement multimédia spécialisé dans la conception et la production d’environnements immersifs, combinant la vidéo, l’éclairage, l’architecture, le son et les effets spéciaux. Son siège social est à Montréal et le studio possède également des bureaux à Paris, Tokyo, New York et Singapour. Depuis ses débuts en 2001, Moment Factory a créé 550 spectacles à travers le monde,, dont les parcours nocturnes Lumina,. Sa liste de clients inclut la basilique Notre-Dame de Montréal, Disney, les Studios Universal, Microsoft, Sony,, la Sagrada Família, à Barcelone, la cathédrale de Reims, le musée des sciences de Boston, l'aéroport de Changi et l’aéroport international de Los Angeles,. La firme a également réalisé des projets pour la NFL, Oakley, Arcade Fire, Nine Inch Nails et Madonna.

## Équipe
L’équipe multidisciplinaire de Moment Factory réunit des designers graphiques, des animateurs 2D et 3D, des réalisateurs multimédias, des illustrateurs, des architectes, des designers d’éclairage, des designers d’environnement, des producteurs, des programmeurs, des ingénieurs, des développeurs et des directeurs techniques. Les deux partenaires sont Dominic Audet, Cofondateur et chef de l'innovation, et Sakchin Bessette, Cofondateur et directeur de création exécutif.

## Projets et collaborations
- 2007 - Beatles Revolution Lounge à Las Vegas[23]
- 2008 - Installations permanentes au Casino de Montréal et au Casino de Charlevoix pour la Société des casinos du Québec[24]
- 2008 - Tournée Lights in the Sky de Nine Inch Nails[25]
- 2009 - La Danse des Lumières, Lyon[26]
- 2009 - Elixir à la Place des Festivals[27]
- 2009 - La Vitrine culturelle de Montréal - façade interactive, installation intérieure permanente et installation extérieure permanente[28]
- 2009 - Kiosque Disney à l’événement Electronic Entertainment Expo (E3)
- 2010 - Mosaika sur le Parlement du Canada à Ottawa[29]
- 2010 - Signé Montréal, à Pointe-à-Callière, musée d'archéologie et d'histoire de Montréal[30]
- 2011 - Spectacle de Céline Dion au Caesars Palace[31]
- 2011 - Opération des ballons lumineux lors de la prestation d’Arcade Fire au Coachella Festival[21]
- 2012 - Ode à la vie, spectacle sur la Sagrada familia à Barcelone[32],[33]
- 2012 - Quatre spectacles permanents projetés sur la façade du Boardwalk Hall à Atlantic City - Dualité, Winter Sweet, Boardwalk Beat, AC Dreamin’[34]
- 2012 - Jay-Z au Carnegie Hall[35]
- 2012 - Prestation de Madonna au spectacle de mi-temps du Super Bowl XLVI et la tournée mondiale The MDNA Tour[19],[36]
- 2013 - Le terminal international Tom Bradley à Aéroport international de Los Angeles[37],[18]
- 2013 - Mégaphone à Montréal[38]
- 2013 - How to Destroy Angels / Tournée des festivals Nine Inch Nails  / Tournée Tension Nine Inch Nails[22]
- 2013 - Jay-Z et Justin Timberlake: Tournée Legends of the Summer[39]
- 2013 - LIGHT au Mandalay Bay[40]
- 2013 - Tournée Because We Can de Bon Jovi dans les arénas et les stades[41]
- 2013 - Performance du groupe Fun à la cérémonie des Grammy Awards[42]
- 2013 - Fresques multimédias aux pavillons L’Éperon et Maison-des-Marins de Pointe-à-Callière, musée d'archéologie et d'histoire de Montréal[43]
- 2014 - Commémoration  25 ans de la tuerie de l'École polytechnique de Montréal.
- 2014 - Oakley, boutique-phare à New York[44]
- 2014 - Foresta Lumina[45] à Coaticook (Québec)
- 2014 - Tournée Reflektor d'Arcade Fire[46]
- 2014 - Bangerz Tour de Miley Cyrus[47]
- 2014 - Super Bowl Virtual Theater à New York[48],[49]
- 2015 - Tournée Smoke + Mirrors[50] d'Imagine Dragons
- 2016 - Lumina Borealis à Kingston (Ontario)[51]
- 2016 - Musée de l'ingéniosité J. Armand Bombardier à Valcourt (Québec)[52]
- 2016 - Nova Lumina à Chandler (Québec).
- 2017 - Pont Jacques Cartier [53]
- 2017 - Aura, au cœur de la basilique Notre-Dame de Montréal [54]
- 2017 - Tonga Lumina à Mont-Temblant (Québec)[55]
- 2017 - Kontinuum, à Ottawa (Ontario), dans le cadre des fêtes du 150e anniversaire du Canada[56].
- 2017 - Tournée Infinite Content d'Arcade Fire[57]
- 2017 - Tournée Queen of Hearts de G.E.M.[58]
- 2017 - Tournée Drones de Muse[59]
- 2017 - Marquise multimédia pour le groupe Simon Property au Caesars Palace de Las Vegas[60]
- 2017 - Tournée d'adieu ～FINALLY～ de Namie Amuro[61]
- 2017 - Tournée Divide Tour d'Ed Sheeran[62]
- 2017 - Illuminations : nature/humaine dans le parc naturel de Banff et le parc de la Rouge[63]
- 2018 - Island Lumina à Nagasaki (Japon)[64]
- 2018 - Au cœur des performances pour le Groupe Renault[65]
- 2018 - Le « Théâtre d'expérience » du Terminal 4 de l'aéroport de Changi (Singapour)[66]
- 2018 - Sakuya Lumina à Osaka (Japon)[67]
- 2018 - Rainforest Lumina à Singapour[68]
- 2018 - Vallea Lumina à Whistler (Colombie-Britannique)[69]
- 2018 - Central World Bangkok à Bangkok[70]
- 2019 - Regalia, spectacle permanent sur le parvis de la cathédrale Notre-Dame de Reims (France)[71]
- 2020 - Alta Lumina, parcours nocturne enchanté dans la station alpine Let Gets en Haute-Savoie, en Auvergne (France)[72]
- 2021 - Oceana Lumina, parcours immersif nocturne, dans l'Arsenal de Rochefort (France)[73]
- 2021 - Étincelles, activité multimédia et jeu de balle interactif, Parc Jacques-Cartier, Sherbrooke, (Québec)[74]
- 2023 - Aura Invalides, spectacle immersif situé dans le Dôme des Invalides, Paris (France)

## Prix et distinctions
| Année | Institution                                                                     | Prix                                                 | Projet                                                               |
| ----- | ------------------------------------------------------------------------------- | ---------------------------------------------------- | -------------------------------------------------------------------- |
| 2022  | TEA (Themed Entertainment Association) - THEA Awards                            | Outstanding Achievement Award                        | The Secret Life of Pets: Off the Leash – Universal Studios Hollywood |
| 2022  | TEA (Themed Entertainment Association) - THEA Awards                            | Outstanding Achievement Award                        | Super Nintendo World – Universal Studios Japan                       |
| 2022  | Muse Design Awards                                                              | Interior Design                                      | Arctic Adventure – Museum of Science, Boston                         |
| 2022  | Muse Creative Awards                                                            | Experiential & Immersive                             | Into the Northern Lights – Destination Canada                        |
| 2022  | Fast Company                                                                    | Most Innovative Companies - Live Events              | Moment Factory                                                       |
| 2022  | DARC Awards                                                                     | Art - High Budget                                    | Light Cycles – Illuminate Adelaide                                   |
| 2021  | SEGD Awards                                                                     | Interactive Experience Honor Award 2021              | Arctic Adventure – Museum of Science, Boston                         |
| 2021  | IES illumination award                                                          | Award of Distinction - Indoor                        | Arctic Adventure – Museum of Science, Boston                         |
| 2021  | Concours Idéa                                                                   | Argent - Produits et expériences numériques          | Arctic Adventure – Museum of Science, Boston                         |
| 2021  | 2021 Blooloop 50 Theme Park Influencer List                                     | 50 Theme Park Influencer List                        | Moment Factory – Dominic Audet                                       |
| 2021  | Blooloop Innovation Awards                                                      | Interactive                                          | Arctic Adventure – Museum of Science, Boston                         |
| 2021  | Communication Arts Interactive Competition                                      | Environmental                                        | Perplexiplex – Meow Wolf                                             |
| 2021  | Good Design Award                                                               | Environmental                                        | Moynihan Train Hall                                                  |
| 2021  | Digital Signage Consortium                                                      | Grand Prix - Digital Signage Award Japan             | Shinjuku Station                                                     |
| 2020  | Communication Arts Interactive Competition                                      | Environmental                                        | Pandora Garden                                                       |
| 2020  | Communication Arts Interactive Competition                                      | Environmental                                        | Sakuya Lumina                                                        |
| 2020  | Communication Arts Interactive Competition                                      | Environmental                                        | SuperReal                                                            |
| 2020  | TEA (Themed Entertainment Association) - THEA Awards                            | Family Entertainment Center                          | Wonderbox – Paradise City Korea                                      |
| 2020  | SXSW Interactive Innovation Awards                                              | Visual Media Experience - Finaliste                  | SuperReal                                                            |
| 2020  | Projection Mapping Award Lille                                                  | NA                                                   | Regalia – Cathédrale de Reims                                        |
| 2020  | Mondo*Dr awards - The Americas                                                  | Parks & Attractions                                  | North Forest Lights                                                  |
| 2020  | CODA Awards                                                                     | Public choice - Lithurgical                          | Regalia – Cathédrale de Reims                                        |
| 2020  | Tourism Industry Association of Ontario                                         | Event Of The Year                                    | Terra Lumina                                                         |
| 2020  | Communication Arts Interactive Competition                                      | Environmental                                        | North Forest Lights                                                  |
| 2019  | TEA (Themed Entertainment Association) - THEA Awards                            | Connected experience (limited budget)                | Illuminations : human/nature                                         |
| 2019  | Communication Arts Interactive Competition                                      | Environmental                                        | Vallea Lumina                                                        |
| 2019  | Communication Arts Interactive Competition                                      | Environmental                                        | Illuminations : human/nature                                         |
| 2019  | Digital Signage Awards                                                          | Grand Prize                                          | Changi terminal 4 – Changi Airport                                   |
| 2019  | Digital Signage Awards                                                          | Public space - transport                             | Changi terminal 4 – Changi Airport                                   |
| 2019  | Digital Signage Awards                                                          | High Commendation - large retailer                   | Colors of Bangkok                                                    |
| 2019  | Canadian Screen Awards                                                          | Best Production Design or Art Direction, Non-Fiction | Tower of Song: A Memorial Tribute to Leonard Cohen                   |
| 2019  | DARC Awards                                                                     | High ART (longlisted - not won yet)                  | Regalia – Cathédrale de Reims                                        |
| 2018  | FRAME Awards                                                                    | Best use of digital technology                       | Tabegami Sama                                                        |
| 2018  | FRAME Awards - public choice                                                    | Best use of digital technology                       | Tabegami Sama                                                        |
| 2018  | FRAME Awards - public choice                                                    | Set design of the year                               | Infinite Content Tour : Arcade Fire                                  |
| 2018  | SXSW Interactive Innovations Awards                                             | Smart Cities                                         | Jacques-Cartier Bridge Illumination                                  |
| 2018  | TEA (Themed Entertainment Association) - THEA Awards                            | Outstanding achievement                              | AURA                                                                 |
| 2018  | ADC Awards                                                                      | Merit Award for Experiential Design                  | Kontinuum                                                            |
| 2018  | Applied Arts Design Awards                                                      | Entertainment, Arts & Tourism                        | AURA                                                                 |
| 2018  | Japan Media Arts Festival Competition                                           | Excellence Award - entertainment Division            | Foresta Lumina                                                       |
| 2018  | IES Illumination Awards                                                         | Excellence Award                                     | Jacques-Cartier Bridge Illumination                                  |
| 2018  | Numix Awards                                                                    | Mapping vidéo                                        | AURA                                                                 |
| 2018  | AZ Awards                                                                       | Lighting installation                                | Jacques-Cartier Bridge Illumination                                  |
| 2018  | Prix Société des musées québécois                                               | Excellence award                                     | Pointe-à-Callière                                                    |
| 2017  | SXSWPanelPicker Competition                                                     | SXSW Interactive                                     | Augmented Reality                                                    |
| 2017  | Numix Awards - Cultural Production                                              | Immersive                                            | Nova Lumina                                                          |
| 2017  | DARC Awards                                                                     | Best Landscape Lighting Scheme                       | Nova Lumina                                                          |
| 2017  | GRAFIKA Award                                                                   | Logotype - visual identity                           | Lumina Night Walks                                                   |
| 2017  | Communication Arts Interactive Competition                                      | Award of Excellence                                  | Kontinuum                                                            |
| 2017  | The Governor General of Canada                                                  | Meritorious Service Cross                            | Moment Factory                                                       |
| 2017  | IES lluminating Engineering Society (Montreal)                                  | Prix Lumière - Outdoor Lighting                      | Jacques-Cartier Bridge Illumination                                  |
| 2016  | TEA (Themed Entertainment Association) - THEA Awards                            | Thea Awards for Outstanding Achievement (AOA)        | LAX                                                                  |
| 2016  | TEA (Themed Entertainment Association) - THEA Awards                            | Thea Awards for Outstanding Achievement (AOA)        | Foresta Lumina                                                       |
| 2016  | Boomerang Awards                                                                | Site or Application, Business to business category   | Moment Factory's website                                             |
| 2015  | Numix Awards - Cultural Production                                              | Innovation Grand Prize                               | Foresta Lumina                                                       |
| 2015  | Numix Awards - Cultural Production                                              | Immersive Projection                                 | Foresta Lumina                                                       |
| 2015  | SEGD Global Design Awards                                                       | Placemaking and Identity Merit Award                 | Foresta Lumina                                                       |
| 2015  | One Show Awards                                                                 | Merit Award for Experiences And Outdoor Spaces       | Foresta Lumina                                                       |
| 2015  | DARC Awards                                                                     | Second Place for Best Light Art Installation         | Foresta Lumina                                                       |
| 2015  | Prix Société des musées du Québec                                               | Audio-visual and multimedia award Télé-Québec 2015   | Corps rebelles - Musée de la Civilisation                            |
| 2015  | CODAvideo Awards                                                                | Collaboration                                        | Foresta Lumina                                                       |
| 2015  | International Audiovisual Festival on Museums and Heritage (FIAMP) 2015/ AVICOM | Gold: Innovative Multimedia Art                      | Corps rebelles - Musée de la Civilisation                            |
| 2015  | Boomerang Awards                                                                | Technologic Creativity                               | C2-MTL Conference intro for EMC                                      |